# Jaroslav Pospíšil
Jaroslav Pospíšil (Prostějov, 9 febbraio 1981) è un tennista ceco.

## Carriera
Frequenta principalmente il circuito ITF, nel quale ha vinto quindici titoli Futures, e l'ATP Challenger Tour, dove ha vinto tre titoli. Nei tabelloni principali dei tornei dell'ATP Tour ha disputato 7 incontri vincendo solo quello contro Gaël Monfils, a quel tempo nº 31 del ranking ATP, nel primo turno del Vienna Open 2013 di Vienna. I suoi migliori piazzamenti nel ranking sono stati il 103º in singolare (23 maggio 2011) e il 115º in doppio (1º ottobre 2012).
Al dicembre 2021 era il quarto tennista più anziano in attività in singolare. Nel 2023 ha diradato le sue presenze nel circuito e nel 2024 ha disputato un match di doppio e uno di singolare, restando inattivo a partire da giugno 2024.

## Statistiche

### Tornei minori

#### Singolare

##### Vittorie (18)
| Legenda tornei minori |
| Challenger (3)        |
| Futures (15)          |

| Numero | Data              | Torneo                                                                                | Superficie  | Avversario in finale | Punteggio          |
| 1.     | 13 agosto 2000    | Egitto Cairo Futures, Il Cairo                                                        | Terra rossa | Amro Ghoneim         | 7–6(4), 5-7, 7-5   |
| 2.     | 24 agosto 2003    | Egitto Cairo Futures, Il Cairo (2)                                                    | Terra rossa | Karim Maamoun        | 4-6, 6-3, 6-4      |
| 3.     | 28 settembre 2003 | Ruanda Kigali Futures, Kigali                                                         | Terra rossa | Willem-Petrus Meyer  | 7–6(5), 6-1        |
| 4.     | 2 novembre 2003   | Sri Lanka Colombo Futures, Colombo                                                    | Terra rossa | Young-Jun Kim        | 7–6(4), 6-3        |
| 5.     | 2 maggio 2004     | Algeria Algiers Futures, Algeri                                                       | Terra rossa | Slimane Saoudi       | 4-6, 6-4, 2-0 rit. |
| 6.     | 16 luglio 2005    | GM-Sports Trophy, Anif                                                                | Terra rossa | Johannes Ager        | 6-4, 2-6, 6-1      |
| 7.     | 21 agosto 2005    | Zilina Open, Žilina                                                                   | Terra rossa | Stefano Ianni        | 2-6, 7–6(4), 6-4   |
| 8.     | 2 giugno 2007     | Karlovy Vary Open, Karlovy Vary                                                       | Terra rossa | Ladislav Chramosta   | 6-4, 2-0 rit.      |
| 9.     | 11 novembre 2007  | Torneo Internacional Ciudad De Las Palmas De Gran Canaria, Las Palmas de Gran Canaria | Cemento     | Mathieu Rodrigues    | 4-6, 7–6(0), 6-2   |
| 10.    | 25 maggio 2008    | SD Tour Jablonec, Jablonec nad Nisou                                                  | Terra rossa | Martin Vacek         | 6-3, 6-3           |
| 11.    | 7 febbraio 2010   | Golf El Solaimaneyah Club, Giza                                                       | Terra rossa | Axel Michon          | 6-2, 6-3           |
| 12.    | 21 marzo 2010     | Istarska Rivijera Poreč, Parenzo                                                      | Terra rossa | Attila Balázs        | 2-6, 6-3, 6-3      |
| 13.    | 23 maggio 2010    | SD Tour Jablonec, Jablonec nad Nisou (2)                                              | Terra rossa | Jan Mertl            | 7-5, 6(5)–7, 6-4   |
| 14.    | 26 settembre 2010 | ATP Challenger Trophy, Trnava                                                         | Terra rossa | Jurij Ščukin         | 6-4, 4-6, 6-3      |
| 15.    | 19 febbraio 2011  | Morocco Tennis Tour - Meknes, Meknès                                                  | Terra rossa | Guillermo Olaso      | 6-1, 3-6, 6-3      |
| 16.    | 19 agosto 2012    | Tatry Open, Tatransk                                                                  | Terra rossa | Márton Fucsovics     | 6–4, 7–5           |
| 17.    | 17 marzo 2013     | Istarska Rivijera Poreč, Parenzo (2)                                                  | Terra rossa | Tihomir Grozdanov    | 6–2, 6–1           |
| 18.    | 29 settembre 2013 | Sibiu Open, Sibiu                                                                     | Terra rossa | Marco Cecchinato     | 4-6, 6-4, 6-1      |